# Holopelus albibarbis
Holopelus albibarbis là một loài nhện trong họ Thomisidae.
Loài này thuộc chi Holopelus. Holopelus albibarbis được Eugène Simon miêu tả năm 1895.